# Espigão Mestre
Espigão Mestre, também chamada de Geral de Goiás, é uma formação do relevo brasileiro, localizada na divisa dos estados de Minas Gerais, Bahia, Goiás, Tocantins e Piauí e das regiões Nordeste, Centro-Oeste e Sudeste.
A grande "serra" do chamado Espigão Mestre, que no passado se julgava a espinha dorsal do relevo brasileiro, é, na verdade, um extenso chapadão, divisor de águas, entre as bacias do Tocantins e do São Francisco onde nascem vários de seus afluentes, onde predominam grandes áreas de solos estéreis. O lado franciscano oriental é claramente menos antigo que o lado ocidental, bem mais acidentado e abrupto ou desgastado há maior tempo seguido pela bacia vizinha (em estágio mais avançado ainda de desgaste que o Tocantins está o Araguaia, que parece escavar o planalto Central há mais tempo ainda — nos mapas topográficos detalhados e outros fica claro tais padrões). Isso explica por exemplo por que o platô do alto São Francisco é da zonas mais altas do país na média e menos antigas ou desgastadas em contraste com o resto, o padrão de bacia menos antiga persiste mesmo em latitudes mais antigas comparadas a bacias vizinhas. O pico amazonense tem padrão morfológico andino residual, razão pela qual foge tanto do que se vê no platô Oriental quanto nos demais.